# Accident nuclear la Palomares

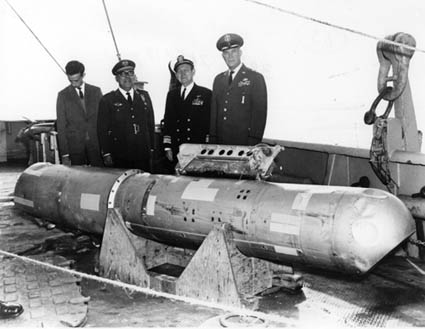
Bomba nucleară B28, găsită la 870 m adâncime, pe puntea USS Petrel (ASR-14)

Accidentul nuclear de la Palomares, care a avut loc la 17 ianuarie 1966, a fost rezultatul unei coliziuni între un Boeing B-52G al Comandamentului Aerian Strategic și un KC–135 Stratotanker al Forțelor Aeriene SUA, în timpul unui zbor de realimentare. Accidentul s-a produs la o altitudine de 9.450 de metri deasupra Mării Mediterane, în largul coastei spaniole, în apropiere de satul Palomares (provincia Almeria).
În timpul acestui accident, cele două avioane au fost distruse, ucigând șapte membri ai echipajele lor. Din cele patru bombe H transportate de bombardier, două s-au distrus la impactul cu solul, fără explozie nucleară dar cu dispersie de material radioactiv pe litoral, în apropiere de Palomares, una a cărei parașută de salvare a fost desfășurată este recuperată intactă. Un altul, care a căzut în mare, nu va fi recuperat decât după cercetări intense aproape trei luni mai târziu.